# Línguas iranianas orientais
As línguas iranianas orientais são um ramo das línguas indo-iranianas que são faladas na Ásia Central e Oriental. Essas línguas incluem o tadjique, o dari, o pashto, entre outros.

## Sobre
O tadjique é uma língua iraniana oriental que é falada principalmente no Tajiquistão, bem como no Afeganistão e no Uzbequistão. É uma língua oficial do Tajiquistão e é escrita em uma forma modificada do alfabeto cirílico.
O dari é outra língua iraniana oriental que é falada principalmente no Afeganistão. É uma das duas línguas oficiais do país, juntamente com o pashto, e é escrita no alfabeto persa.
O pashto é uma língua iraniana oriental falada principalmente no Afeganistão e no Paquistão. É a língua oficial do Afeganistão e é escrita no alfabeto pashto.
As línguas iranianas orientais têm suas próprias características distintas, mas compartilham muitas semelhanças com outras línguas iranianas, como o persa. Essas línguas têm uma longa história e desempenharam um papel importante na cultura e na literatura da Ásia Central e Oriental.
Fontes confiáveis para mais informações sobre as línguas iranianas orientais incluem a Enciclopédia Britânica, o Ethnologue e o Instituto de Línguas e Culturas do Mundo da Universidade de Indiana.